# Вартанян, Генрих Арамаисович
Генрих Арамаисович Вартанян (арм. Հենրիկ Արամայիսի Վարդանյան; 19 мая 1930, Эривань — 19 июля 1995, Санкт-Петербург) — советский учёный и педагог в области физиологии, доктор медицинских наук, профессор, член-корреспондент АМН СССР (1988).

## Биография
Родился 19 мая 1930 года в Ереване. 
С 1949 по 1954 год обучался в Первом Ленинградском медицинском институте имени академика И. П. Павлова. С 1954 по 1957 год обучался в аспирантуре этого института.
С 1974 по 1995 год на научной деятельности в НИИ экспериментальной медицины АМН СССР — РАМН в должностях — заведующий научно-исследовательской лабораторией, с 1978 по 1983 и с 1985 по 1995 год — заведующий физиологическим отделом имени И. П. Павлова.
С 1983 по 1985 год — советник-консультант Всемирной организации здравоохранения (ВОЗ, англ. World Health Organization, WHO).

### Научно-педагогическая деятельность
Основная научно-педагогическая деятельность Г. А. Вартаняна была связана с вопросами в области изучения химических основ патогенеза и компенсации органических поражений мозга, нейрональной активности клеток головного мозга с помощью микроэлектродной техники, нейрохимических механизмов компенсаторных процессов в центральной нервной системе и устойчивых патологических состояний, а так же нейрофизиологии и физиологии высшей нервной деятельности. Под научным руководством Г. А. Вартаняна была открыта эндогенная химическая регуляция восстановления центральных двигательных расстройств у животных и человека, по итогам этого открытия им был разработан и апробирован патогенетический метод (ликворотерапия) лечения последствий постинсультных неврологических расстройств и черепно-мозговых травм.
В 1958 году защитил кандидатскую диссертацию по теме: «Сравнительно-физиологический анализ влияния брома, кофеина и алкоголя на условнорефлекторную деятельность», в 1967 году защитил диссертацию на соискание учёной степени доктор медицинских наук по теме: «Нейрональные механизмы взаимодействия возбуждения и торможения», в 1970 году ему была присвоена учёная степень профессора. В 1988 году он был избран член-корреспондентом АМН СССР. Под руководством Г. А. Вартаняна было написано около двухсот научных работ, в том числе семи монографий. Он являлся членом редакционной коллегии научно-медицинского журнала «Эволюционная физиология и биохимия».
Скончался 19 июля 1995 года в Санкт-Петербурге, похоронен на Серафимовском кладбище.